# 8518-as mellékút (Magyarország)
A 8518-as számú mellékút egy nagyjából 27 kilométer hosszú, négy számjegyű országos közút Győr-Moson-Sopron vármegye területén; a Fertő-tó déli partjain fekvő településeket köti össze egymással és a térség legnagyobb városának számító Sopronnal, illetve a 84-es és a 85-ös főutakkal.

## Nyomvonala
Fertőendréd déli külterületei között ágazik ki a 85-ös főútból, annak az 52. kilométerénél, északnyugati irányban. Szervizút köti össze – egy benzinkút egyidejű érintése mellett – a 8517-es út utolsó szakaszával, amely alig 200 méterrel keletebbre torkollik bele a főútba, Agyagosszergény központja felől. Nagyjából 600 méter után éri el Fertőendréd belterületének déli szélét, a központig Fő utca, a falu északi részében Süttöri utca a települési neve. 1,7 kilométer után lép ki a községből, ott egy rövid szakaszon Petőháza határvonalát kíséri, de a 2. kilométere után már Fertőd határai közt jár.
Kevéssel a 3. kilométere előtt éri el Fertőd Süttör településrészének első házait, ugyanott beletorkollik dél felől – szintén majdnem pontosan 3 kilométer megtételét követően – a 8519-es út. Süttör házai között Mentes Mihály utca, majd Óvoda utca néven húzódik, majd a negyedik kilométere után egy körforgalomba ér, onnan közelíthető meg a kisváros legfontosabb nevezetessége, az Esterházy-kastély és annak kiterjedt parkja, a Joseph Haydn nevét viselő úton. 4,9 kilométer után egy újabb körforgalomhoz ér, abból ágazik ki észak felé, Pomogy (Pamhagen) irányában a 8531-es út, a 8518-as pedig délnyugatnak folytatódik, Pomogyi út néven. Hamarosan eléri a kastély térségét is, ott egy darabig a Joseph Haydn út viszi tovább az útszámozást. Az egykori Eszterháza városrészben keresztezi a Sarródra vezető 8521-es utat, majd Fő út néven folytatódik, nyugati irányban.
6,5 kilométer után keresztezi a Fertővidéki Helyiérdekű Vasút vágányait, közvetlenül Fertőszéplak-Fertőd megállóhely térségének északi széle mellett, a síneken túl pedig már Fertőszéplak házai között húzódik, a Nagy Lajos király utca nevet viselve. A 7+750-es kilométerszelvényénél beletorkollik dél felől a 8522-es út, onnantól a Soproni út nevet viseli, a belterület nyugati széléig, amit nagyjából 8,5 kilométer után ér el.
A 9. kilométerét elhagyva Hegykő területére ér, a község lakott területeit nem sokkal a 10. kilométere után éri el, a Kossuth Lajos utca nevet felvéve. A központban, 10+700-as kilométerszelvénye táján ismét egy elágazása következik, ott torkollik bele délről a 8523-as út. 11,8 kilométer után Fertőhomok határai közt folytatódik, Akác utca néven, de a váltás alig vehető észre, mert a két település ezen a szakaszon teljesen összeépült. E község központjában is van egy elágazása, itt a 8524-es út torkollik bele, az iménti mellékutakhoz hasonlóan ez is a 85-ös főút felé biztosít összeköttetést.
13,3 kilométer után hagyja el Fertőhomok utolsó házait, s egyben a falu határát is átszeli, onnantól Hidegség területén húzódik. E községet 14,5 kilométer után éri el, a Petőfi Sándor utca nevet felvéve, és ennek központjában is csatlakozik hozzá egy bekötőút, a 8525-ös, bár ez már délnyugat felől, Nagycenktől húzódik idáig. 15,2 kilométer után lép ki a falu házai közül, 16,6 kilométer után pedig Fertőboz határai között folytatódik. A lakott területet 17,8 kilométer után éri el, és kevéssel ezután megint egy elágazáshoz ér: ott a 85 118-as számú mellékút csatlakozik hozzá, Nagycenk Csitkés nevű településrésze felől. A kis községben Fő utca a neve és a 19. kilométere közelében hagyja el az utolsó házait.
A 19+150-es kilométerszelvényétől már Sopron határai között halad; 20,9 kilométer után keresztezi a 8526-os utat, onnantól egy darabig a városhoz tartozó Balf belterületének nyugati szélén húzódik, északnyugati irányban, Wosinszky Kázmér út néven. 22,4 kilométer után hagyja maga mögött Balf utolsó házait, ezután hosszabb szakaszon külterületek közt, egy patakvölgyben vezet. A tervek szerint a 26. kilométere táján fog találkozni – felüljárón, csomóponttal az M85-ös autóút itt még épülő szakaszával, ami után hamarosan eléri a belterület keleti szélét, a Balfi út nevet felvéve, így ér véget, beletorkollva a 84-es főútba, annak a 119+700-as kilométerszelvénye közelében lévő körforgalomba. A Balfi út elnevezés innen még tovább folytatódik, majdnem egészen a városközpontig, de ott már önkormányzati útként.
Teljes hossza, az országos közutak térképes nyilvántartását szolgáló kira.gov.hu adatbázisa szerint 27,126 kilométer.

## Települések az út mentén
- Fertőendréd
- Fertőd
- Fertőszéplak
- Hegykő
- Fertőhomok
- Hidegség
- Fertőboz
- Sopron-Balf
- Sopron